# セサル・アラウホ
セサル・ナウエル・アラウホ・ビルチェス (スペイン語: César Nahuel Araújo Vilches, 2001年4月2日 - )は、ウルグアイ・モンテビデオ県モンテビデオ出身のサッカー選手。メジャーリーグサッカー・オーランド・シティSC所属。ポジションはミッドフィールダー。
兄のマクシミリアーノもプロサッカー選手である。

## クラブ経歴
2020年にモンテビデオ・ワンダラーズのトップチームに昇格。8月8日のボストン・リーベル戦でプロデビュー。以降プロ1年目ながら先発に定着し、同年シーズンはリーグ戦30試合に出場。翌2021年シーズンも29試合に出場するなど、主力選手に成長した。
2022年1月7日、オーランド・シティと3年契約を締結したことが発表された。

## 代表経歴
2024年6月5日、メキシコ代表との親善試合でA代表初出場。